# Манастир Часнога Крста
Манастир Часнога Крста у Јерусалиму је један од најпознатијих православних манастира у Светој земљи. Подигнут је на месту где је по предању Исус Христос био распет на Часни крст. 

## Историја
По предању Јерусалимске патријаршије темељ манастира датира из времена владавине цара Константина Великог (око 285-337 ) и везује се за његову мајку царицу Јелену равноапостолну. 
Манастир се налази 2 км од источних зидина Јерусалима и у непосредној близини Израелског парламента. По предању је након што је Бог сумпором сагорео градове Содом и Гомор поштедио је једино праведног Лота и његову породицу. Напуштајићи их понео је три семена од три дрвета - кедра, шимшира и кипариса. Три дрвета су расла тридесет година тако близу једно другог да су у бити била једно. Троједно дрво је посечено за грађу обновљеног Соломоновог храма али како се није дало обрадити, као уклето је бачено у Кедронски поток где је било пуних 30 година и тад је одлучено да на њему уклетом разапну и још више осрамоте Исуса Христа, а дрво се тек тада дало обрадити. Крст Господњи био је отприлике 3.5 m са 2 m и дебљине 12 cm. 
Црква је подигнута у 5. веку изнад места где је дрво изникло. Од 1685. године припада Јерусалимској православној цркви. 
Свети Сава архиепископ српски је 1229. године постао други ктитор овог манастира. 

## Архитектура
Манастир Светог крста је део Јерусалима, који се зове Нови Град, у малој долини крста. Изгледом подсећа на манастире Свете Горе. Личи на тврђаву: обложен је великим блоковима зидова са малим прозорима, јединим улазом са ниским и уским вратима. Садашња саборна црква манастира је изграђен негде око 1038. године.